# Spilosoma fraterna
Spilosoma fraterna är en fjärilsart som beskrevs av Rothschild 1910. Spilosoma fraterna ingår i släktet Spilosoma och familjen björnspinnare. Inga underarter finns listade i Catalogue of Life.